# A. Le Coq
Koordinaten: 58° 23′ 7″ N, 26° 42′ 27″ O
A. Le Coq ist eine estnische Aktiengesellschaft (estnisch Aktsiaselts), die unter der Kurzbezeichnung der Firma A. Le Coq eine  Brauerei und Getränkefabrik mit dem Sitz in Tartu, früher Dorpat, betreibt.
Das Unternehmen ist seit dem 3. Mai 1996 im Handelsregister von Tartu  mit der jetzigen Firma eingetragen. Das derzeitige Stammkapital beträgt 613.431,00 €. Alleinige Gesellschafterin ist die finnische Gesellschaft Olvi in Iisalmi. Im Unternehmensregister ist die Gesellschaft am 2. November 1944 eingetragen worden. Frühere Firmenbezeichnungen lauten: A. Le Coq Tartu Õlletehas, aktsiaselts Tartu Õlletehas, Tartu Õlletehas. Zur AS A. Le Coq Group gehören außerdem die Getränke- und Lebensmittelfirmen OÜ Saare Õlu, AS Ösel Foods AS in Estland, Cēsu Alus in Lettland und Volfas Engelman in Litauen.

## Geschichte
Der Deutsch-Balte Justus Reinhold Schramm gründete im Jahr 1826 in Dorpat die erste Brauerei auf dem Gebiet des heutigen Estland. Sein Sohn Eduard Anton Justus Schramm begann fünfzig Jahre später mit dem Bau einer der modernsten Brauereien des russischen Reiches, die 1875 in Dorpat eingeweiht wurde. 1884 wurde der Betrieb an den Unternehmer Moritz Friedrich verkauft, der sie weiter ausbaute. 1898 erhielt die Firma den Namen Actien-Gesellschaft der Bier- und Meth-Brauerei und Destillatur Tivoli. Auf den livländischen Industriemessen von 1903 und 1910 erhielt die Firma die Goldmedaille.
Das Brauereiunternehmen wurde 1913 von der Aktiengesellschaft A. Le Coq & Co übernommen. Ziel der Übernahme war eine bessere Stellung von A. Le Coq auf dem russischen Markt zu erlangen. Mit der sowjetischen Besetzung Estlands wurde die Firma enteignet und in Tartu Õlletehas umbenannt. Sie blieb eine der beliebtesten Biermarken und Hersteller von Mineralwasser der Sowjetunion. Mit der Wiedererlangung der estnischen Unabhängigkeit wurde sie 1995 wieder privatisiert.

## Sortiment und Biermarken

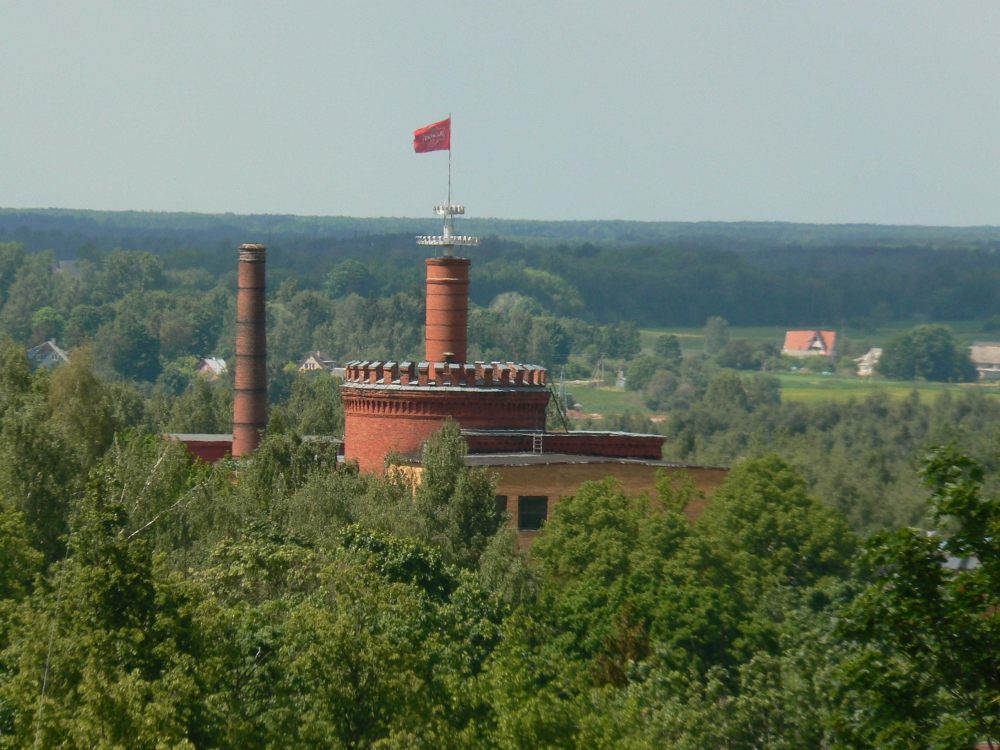
Gelände der Brauerei in Tartu

Weltberühmt wurde das „Imperial Extra Double Stout“ mit einem Alkoholgehalt von 9 %. Das Bier wird jetzt von Harvey & Sons im englischen Sussex, unter der Aufsicht des Kuratoriums von A. Le Coq und der Tartu-Brauerei in Estland gebraut.
A. Le Coq stellt heute in Tartu verschiedene Biere, Säfte, Mineralwasser, Cider und andere Getränke her.
A. Le Coq produziert oder vermarktet folgende Biermarken: Cuba, A. Le Coq Pilsner, A. Le Coq Premium, Tõmmu Hiid, Heineken Lager Beer, A. Le Coq Premium Extra, Alexander A. Le Coq English Ale, A. Le Coq Special Stout, A. Le Coq Porter, Double Bock, Saaremaa X, Buckler, Pilsner Eripruul, Disel, Turbo Disel und Põhiseaduse Pilsner.

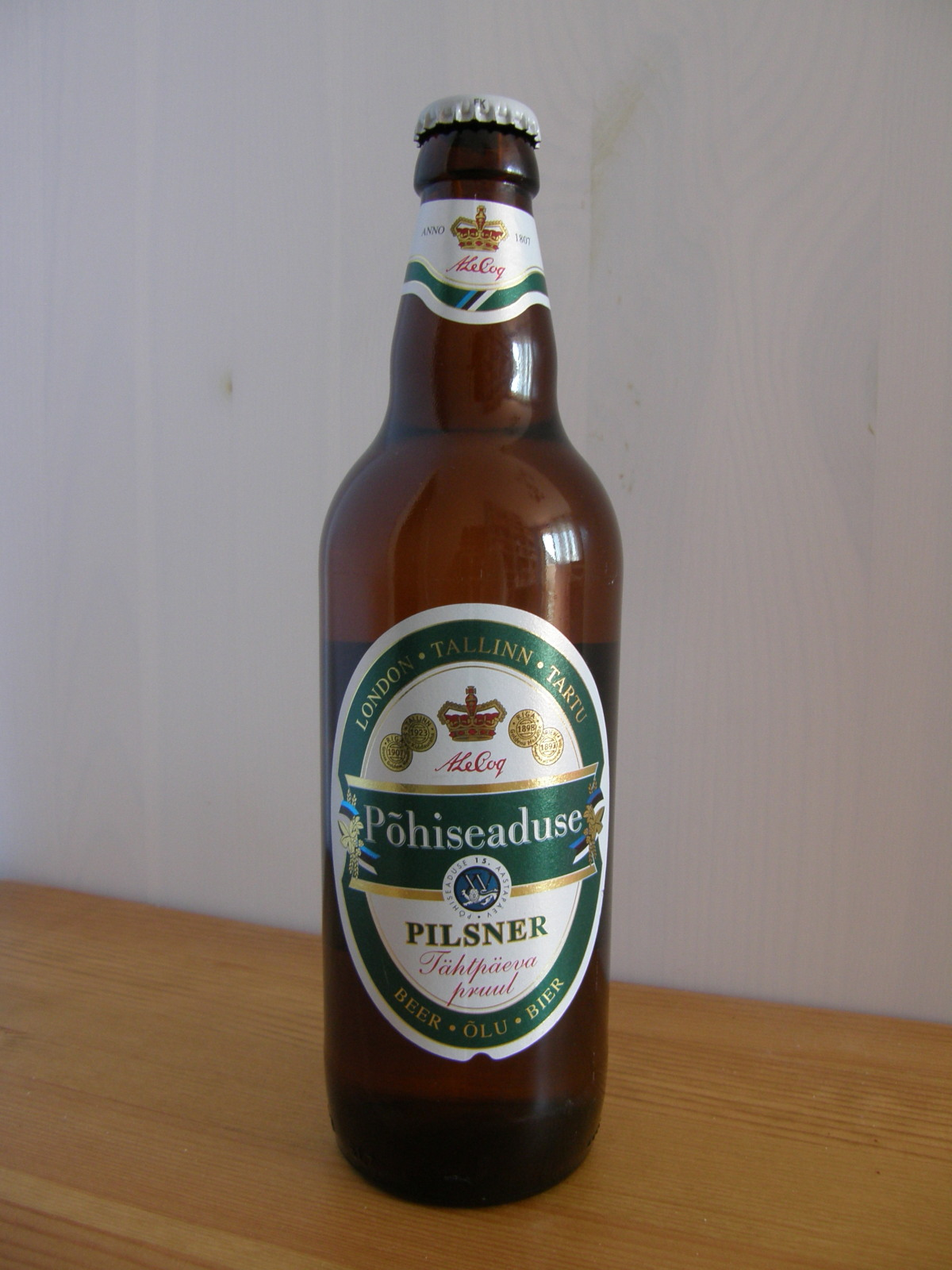
Põhiseaduse Pilsner

Das Põhiseaduse Pilsner (Põhiseaduse steht für Verfassung), die zur Feier des 15. Jahrestags der estnischen Verfassung 2007 unter Mitwirkung des estnischen Justizministeriums auf den Markt gebracht wurde. Das Bier ist ein untergäriges helles Lagerbier mit einem Alkoholgehalt von 4,2 %. Das Konkurrenz-Unternehmen Saku Õlletehas hat den Vorgang mit der Begründung, Pils sei eine zu billige Biersorte, als dass die Verfassung damit assoziiert werden sollte, kritisiert. Der Leiter der estnischen Biergesellschaft (Eesti Õlleliit), Cardo Remmel, hat sein Unverständnis für die Position von Saku Õlletehas ausgedrückt' und die Idee, das Bewusstsein für die Verfassung mit einer Biermarke zu heben, gutgeheißen. Die Tageszeitung Eesti Päevaleht wies auf die Doppelzüngigkeit der Aussagen von Saku hin, das schon seit mehreren Jahren ein Präsidentenpils (Presidendi Pilsner) in seinem Sortiment führt.

## Sponsoring
In Estland tragen das internationale Tallinner Fußballstadion A. Le Coq Arena sowie ein Schwimmbad und eine Sporthalle in Tartu den Namen der Firma.